# 노다니촌 (오카야마현)
노다니촌(野谷村)은 일본 오카야마현 미쓰군에 설치되었던 촌이다. 현재의 오카야마시 기타구의 일부에 해당한다.

## 역사
- 1889년 6월 1일 - 정촌제 시행에 의해 쓰다카군 노다니촌이 발족하였다.
- 1900년 4월 1일 - 쓰다카군과 미노군이 합병해 미쓰군이 되었다.
- 1955년 3월 31일 - 마야가미촌과 합병해 쓰다카촌이 발족, 동일 노다니촌은 폐지되었다.